# Ocypodomyia stuckenbergi
Ocypodomyia stuckenbergi är en tvåvingeart som beskrevs av Adrian C. Pont 2006. Ocypodomyia stuckenbergi ingår i släktet Ocypodomyia och familjen husflugor. Inga underarter finns listade i Catalogue of Life.